# Война за Вальтеллину

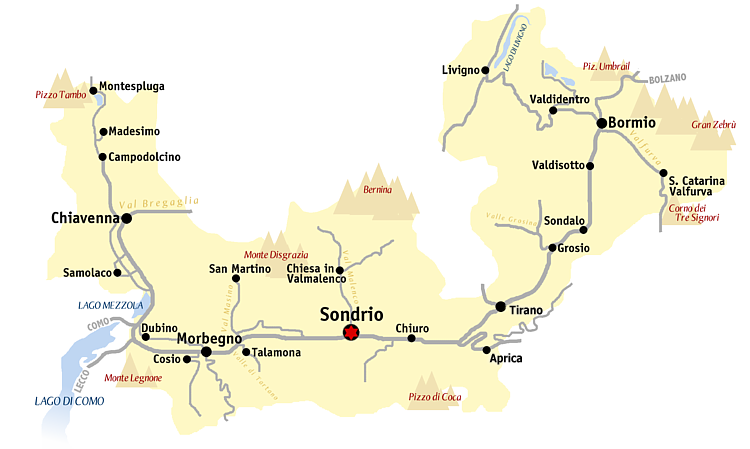
Карта долины

Война за Вальтеллину 1620—1639 годов — один из эпизодов Тридцатилетней войны.
В 1620 году Испания при бездействии Франции захватила Вальтеллину — горную долину в Альпах, через которую проходил самый удобный путь из Италии в Испанские Нидерланды (так называемая «Испанская дорога» — одна из стратегических целей испанских Габсбургов, стремившихся связать свои европейские владения сплошным сухопутным путём для свободной переброски войск).
Вальтеллина являлась союзной землёй по отношению к Швейцарии, сохранявшей в Тридцатилетней войне нейтралитет. Попытки протестантского швейцарского кантона Гризон в 1621 году изгнать испанцев не увенчались успехом. 
В том же 1621 году в конфликт вмешался папа римский Урбан VIII, который ввёл в Вальтеллину свои войска. Фактический правитель Франции кардинал Ришельё, несмотря на это, поддержал швейцарцев, и они с помощью французских подкреплений освободили долину в 1625 году. 
5 марта 1626 году между Францией и Испанией, при посредничестве папы римского, был заключён Монзонский договор. Вальтеллина возвращалась под власть Гризона. Местным католикам предоставлялась свобода вероисповедания. Вальтеллине предоставлялось самоуправление: её жители могли избирать должностных лиц, но их кандидатуры утверждались властями Гризона. По условиям договора форты и укрепления в Вальтеллине подлежали демонтажу. Население Вальтеллины должно было платить Гризону ежегодный налог, условия выплаты которого Франция и Испания обязались согласовать позже. Монзонский договор не предусматривал контроль над дорогой, идущей через Вальтеллину, но предоставлял Франции и Испании право её использования. Проблема Вальтеллины была временно урегулирована. 
Позднее военные действия на этой территории возобновились. После вступления Франции в Тридцатилетнюю войну, французские войска герцога Анри де Рогана в 1635 году изгнали испанцев и имперцев (австрийцев) из Вальтеллины. Нежелание Франции возвращать Вальтеллину вынудило власти Гризона начать тайные переговоры с Испанией и Священной Римской империей. В 1637 году гризонцы во главе с Георгом Йеначем изгнали французов из Вальтеллины. В 1639 году в Милане заключается договор между Гризоном и Испанией, по условиям которого Вальтеллина открывалась для пропуска испанских войск, но считалась суверенным владением Гризона. Населению Вальтеллины предоставлялось самоуправление, а местным католикам свобода вероисповедания.